# Bathyprion danae
Bathyprion danae är en fiskart som beskrevs av Marshall, 1966. Bathyprion danae ingår i släktet Bathyprion och familjen Alepocephalidae. Inga underarter finns listade.